# Pirati dei Caraibi: Il dominatore dei mari
Pirati dei Caraibi: Il dominatore dei mari (Pirates of the Caribbean: Master of the Seas), conosciuto anche come Pirates, è un videogioco per Android del 2011 sviluppato dalla Disney Mobile, una divisione della Disney Interactive, pubblicato dalla Disney, scaricabile gratuitamente per iPhone e iPad e in seguito per altre piattaforme Android. Il giocatore è un pirata della ciurma di Jack Sparrow che deve fronteggiare diverse situazioni pericolose e assurde tipiche della serie Pirati dei Caraibi per diventare "Il dominatore dei mari". Il gioco è disponibile in italiano, ceco, cinese semplificato, cinese tradizionale, coreano, francese, giapponese, inglese, polacco, romeno, russo, spagnolo e tedesco. Nel luglio 2014 il videogioco è stato rimosso dagli App Store e nell'agosto successivo i server sono stati chiusi, rendendo il videogioco ingiocabile.

## Trama
La storia del videogioco si ispira in parte ai film della saga Pirati dei Caraibi; un esempio è la missione Difendi il faro, che prende spunto dal film Pirati dei Caraibi - Oltre i confini del mare, mentre in altri casi una missione comprende parti di vari film dei Pirati dei Caraibi. Il videogioco prevede 179 missioni totali che possono essere diurne o notturne. In particolare i nomi delle missioni diurne sono seguiti dal termine Giorno, mentre i nomi di quelle notturne sono seguiti dal termine Notte. Inoltre, per sbloccare la prima missione notturna di ogni isola è necessario l'oggetto "Zaffiro della Mezzanotte".

## Modalità di gioco
Il videogioco è basato su una cartina molto intuitiva che permette di muoversi in tutte le direzioni con il trascinamento del touch screen. Per accedere alle isole basta cliccare sull'isola desiderata. Al suo interno si trovano le bandiere missione e gli edifici acquistabili con oro o gemme. Per accedere alle missioni disponibili sull'isola è sufficiente fare clic su una bandiera missione qualsiasi (di colore arancione), si accede così a un indice di tutte le missioni dell'isola, che richiedono specifiche ben precise per essere completate come livello, energia, resistenza, ciurma e oggetti. Per completare la missione è sufficiente indovinare la risposta esatta della situazione da risolvere, cliccando di nuovo su missione. Per raggiungere invece, il massimo di una missione è sufficiente riempire la barra progresso fino a che non si raggiunge il massimo o spendere gemme per caricarla (dopo il raggiungimento del massimo le bandiere missione diventano di colore rosso). Padroneggiare tutte le missioni permette di padroneggiare l'intera isola. Padroneggiare tutte le 22 isole del videogioco permette di diventare un dominatore dei mari.

### Le battaglie navali
Le battaglie navali sono gli scontri più impegnativi del gioco e richiedono oltre alle statistiche anche abilità del giocatore che può scegliere fra battaglie manuali o automatiche. Nella versione iniziale gli scontri si basavano solo sulle statistiche del giocatore. In seguito però, il giocatore può scegliere la modalità di battaglia e dopo la scelta gli compare una scheda. La scheda in questione mostra le statistiche delle due navi che sono salute, attacco e difesa. E mostra anche una barra di probabilità calcolata su queste tre statistiche.  Inoltre,nel corso del tempo, le battaglie manuali passano da una vecchia versione, poi eliminata, a una nuova versione che invece rimane attiva fino alla chiusura del gioco. In particolare, nella vecchia versione le battaglie sono in prima persona e si hanno a disposizione tre cannoni che possono sparare solo in tre direzioni: sinistra, avanti e destra. Per vincere è indispensabile avere statistiche più alte del nemico in modo da subire meno danni e infliggere un danno ingente ai nemici, poiché è impossibile schivare i colpi di cannone nemici.Nella nuova versione invece, le battaglie navali sono in terza persona, hanno una visuale dall'alto e a differenza della vecchia versione si può sparare con un solo tasto e schivare, spostandosi a sinistra e a destra. Il numero dei cannoni a disposizione è più alto e ogni cannonata è più dannosa alla salute dell'avversario e più veloce se si hanno statistiche più alte dell'avversario. A differenza di una battaglia manuale, la battaglia automatica è un tipo di scontro che il computer esegue in automatico basandosi sulle statistiche delle due navi in battaglia;per vedere la differenza di potenza fra l'utente e l'avversario c'è una barra di probabilità che indica la difficoltà della battaglia.

### Energia, resistenza e salute
Nel videogioco è essenziale il consumo di questi elementi per svolgere le missioni e per affrontare battaglie navali contro altri giocatori e il computer.
- Energia

L'energia è una risorsa auto rinnovabile che permette di eseguire missioni e andare a caccia di un tesoro. Si può ricevere anche in regalo da altri utenti e ottenerla dalle scialuppe di salvataggio come ricompensa. L'energia si può ricaricare immediatamente con l'uso di 5 gemme o salendo di livello.
- Resistenza

La resistenza è una risorsa auto rinnovabile che permette alla ciurma di combattere. In sua assenza, infatti, l'equipaggio è stremato e incapace di affrontare scontri. La resistenza si può ricaricare immediatamente con l'uso di 5 gemme o salendo di livello.
- Salute

La salute è la vita che si ha a disposizione nelle battaglie: se si viene danneggiati questa mostra l'entità del danno. La salute può essere danneggiata anche dalle trappole. La salute con il tempo si può ripristinare o si può ricaricare immediatamente spendendo dell'oro (la cifra dipende da quanta salute si deve recuperare) o salendo di livello.

### Relitti, forzieri e scialuppe di salvataggio
Nel videogioco sono presenti dei bonus che agevolano la prosecuzione del gioco come relitti, forzieri e scialuppe di salvataggio.
- Relitti

I relitti sono barche distrutte e barili che galleggiano in mare e facendo clic su di essi si ottiene oro (la cifra dipende dal livello raggiunto), una gemma o dei mercenari (gemma e mercenari sono più rari).
- Forzieri

I forzieri sono simili ai relitti, ma con delle differenze. I forzieri appaiono solo per un periodo limitato di tempo, mentre i relitti compaiono sempre nel gioco. Inoltre, dai forzieri si possono ottenere oro, gemme, un oggetto o un mercenario. In alcuni casi si possono trovare anche oro e gemme nello stesso forziere, mentre gli oggetti e il mercenario si possono trovare solo singolarmente. A volte i forzieri contengono trappole come esplosivi che causano danni alla salute, liquidi che dissolvono l'oro in possesso del giocatore e possono farlo cadere in un'imboscata di pirati affrontabili solo in battaglia automatica. Alcuni forzieri possono essere aperti solo con le gemme e sono i più sicuri perché possono contenere solo premi.
- Scialuppe di salvataggio

Le scialuppe di salvataggio, riconoscibili dalla loro bandiera bianca, sono delle barche che possono apparire a condizione di avere nel tuo equipaggio altri utenti del gioco. Queste scialuppe di salvataggio appaiono per la lunga inattività di un utente della tua ciurma, che in cambio di soccorso concede al giocatore una ricompensa a scelta fra energia, resistenza e ricompense casuali (oro o un oggetto).

### Equipaggio e oggetti
Nel videogioco l'equipaggio e gli oggetti sono necessari per i potenziamenti e per accedere a determinate missioni è necessario soddisfare requisiti specifici come un numero minimo di membri della ciurma e di oggetti.
- Equipaggio

L'equipaggio, composto da mercenari, è essenziale per ottenere i potenziamenti degli oggetti e per svolgere determinate missioni che richiedono un numero minimo di pirati ai tuoi ordini. Per ottenere mercenari esistono diversi metodi come invitare altri utenti a unirsi all'equipaggio (il giocatore può invitare anche da facebook, via e-mail e da account Tapulous/Disney esistente), utilizzando un codice promozionale di un utente e acquistarli con le gemme (si possono acquistare solo 1, 5 o 20 mercenari per volta). In alternativa, è possibile trovare mercenari nei forzieri e nei relitti in balia del mare.
- Oggetti

Gli oggetti sono essenziali per poter completare le missioni e avere i potenziamenti alle statistiche d'attacco e difesa necessari a vincere le battaglie navali. L'equipaggio può usare solo gli oggetti con le più alte statistiche d'attacco e difesa a disposizione (un mercenario usa solo due oggetti,uno per l'attacco e uno per la difesa). Anche se l'equipaggio non usa oggetti con bassa statistica d'attacco e difesa, questi si possono ugualmente usare nelle missioni a condizione di possedere il numero di oggetti richiesti dalla missione.

### Trovare un tesoro e seppellirne uno
Nel videogioco è possibile andare a caccia di un tesoro seppellito in un'isola a condizione di avere un indizio e di seppellirlo uno noi stessi per un lungo periodo.
- Trovare un tesoro

Per andare a caccia di un tesoro è necessario avere un indizio. Per ottenere un indizio è necessario che in una missione venga indicata l'isola dove si trova il bottino da depredare. Cliccando su l'icona caccia al tesoro si vedono gli indizi ottenuti,i frammenti degli indizi che raccontano la storia di chi ha seppellito il tesoro e perché ha scelto quel punto per nasconderlo. L'isola da setacciare è divisa in caselle verdi e in una di esse si trova il tesoro. Per trovare il tesoro ci sono due metodi: il primo è ottenere tutti gli indizi (il numero degli indizi dipende dall'isola da setacciare) che sono divisi a loro volta in 5 frammenti che aiutano a ridurre l'area da perlustrare, mentre il secondo è spendere una quantità elevata di energia per cercare il tesoro a casaccio. Se si trova il tesoro si riceve una ricompensa in oro, gemme, un oggetto ed ESP. Se si sbaglia casella si riceve comunque oro, un oggetto o ESP.
- Seppellire uno tesoro

Per seppellire un tesoro bisogna cliccare su l'icona Hai Seppellito un Tesoro e  disporre di una quantità precisa di oro che dipende dall'isola scelta e dal tempo di raccolta del tesoro. Dopo averlo seppellito si deve aspettare il tempo di maturazione dell'oro al termine del quale il giocatore riceve delle gemme. Il tesoro seppellito può essere depredato da altri utenti se non viene difeso e se si riesce a difendere il tesoro il tempo per maturare la ricompensa aumenta.

## Eventi
Gli eventi sono gare di diverse entità che vanno dalla ricerca di manufatti rari a battaglie contro mostri marini. Il superamento di queste gare hanno dei limiti di numero e dopo il superamento della cifra indicata sarà impossibile completare la gara e non si potrà ripeterla in futuro. Quando un giocatore completa un evento riceve 200.000 monete d'oro, 120 gemme e una ricompensa rara dalla gilda dei pirati che dona vantaggi alle capacità di attacco o difesa.

### Ricompense
Nel videogioco ci sono ricompense che possono essere ottenute completando delle missioni presenti nel videogioco;altre si ottengono esclusivamente con eventi, ma non saranno mai più reperibili nel gioco dopo la fine dell'evento.
Ricompense normali
| Nome                     | Evento                                                                                                  | Descrizione |
| ------------------------ | --- | --- |
| Zaffiro della Mezzanotte | Raggiungi Shadow Rock,domina tutte le 22 isole e puoi manipolare il giorno e la notte a tuo piacimento. | Lo Zaffiro della Mezzanotte è uno zaffiro con all’ interno delle stelle che ricordano il cielo stellato di mezzanotte. Il bonus fornisce la capacità di manipolare il giorno e la notte del videogioco accedendo così alle missioni notturne.                                                                                            |
| Passe-Partout            | Trova tutte le 21 chiavi che ti apriranno una porta a Shadow Rock piena di immense ricchezze.           | I Passe-Partout sono 21 chiavi di tipo passepartout che ricordano ossa umane. L’impugnatura è fatta da due teschi messi di profilo appoggiati su una parte che ricorda un ancore a ceppo, l'asta ricorda un osso vecchio e la linguetta è fatta da soli tre denti. Tutte loro permettono di completare l’ultima missione del videogioco. |

Ricompense evento
| Nome                  | Evento | Descrizione |
| --------------------- | --- | --- |
| Anello del Campione   | (Informazione non reperita) | L'Anello del Campione è un anello a scudo tutto d’argento con incastonato un dato da gioco (il dato è uguale all’ oggetto Dato Fortunato presente nel videogioco) contornato da dei teschi. Il bonus che fornisce e di +500 Difesa.                                                                                               |
| Anello Fortunato      | (Informazione non reperita) | L'Anello Fortunato è un anello d’argento con un teschio che tiene tra i denti un quadrifoglio in oro (il quadrifoglio è uguale all’ oggetto Quadrifoglio presente nel videogioco). Il bonus che fornisce e di +600 Difesa. |
| Anello Magico         | Trova 100 monete Oz e otterrai un anello magico. Evento dedicato al gioco per android Temple Rum: Oz (ispirato al film Il grande e potente Oz) numero limite 4000/4000, evento del 2013.                   | L'Anello Magico è un anello tutto in oro con due serpenti intrecciati tra loro. Il bonus che fornisce e di +1500 Difesa. |
| Braccialetto d'Oro    | Trova 100 monete. Numero limite 450/4000, evento del 2013. | Il Braccialetto d'Oro è un bracciale tutto in oro sbalzato con inciso un volto che sorride, lo stile dell’incisione è simile a quella Maya. Il bonus che fornisce e di +2000 Difesa. |
| Cannone Mostro        | (Informazione non reperita) | Il Cannone Mostro è un cannone di grossa taglia contornato da un tentacolo arancione sbiadito di un octopus gigante. Il bonus che fornisce e di +1000 Attacco. |
| Cannone Scimmiotare   | (Informazione non reperita) | Il Cannone Scimmiotare è un cannone di grossa taglia con una forma irregolare esterna tale da sembrare gocce di cera di una candela consumata, il colore del cannone è di un verde ramato. Il bonus che fornisce e di +500 Attacco.                                                                                               |
| Cannone Spettrale     | Affonda 10 volte la nave maledetta nei prossimi 15 giorni e libera i mari da questa nave fantasma. Numero limite 1000/1000, evento del 2011.                                                               | Il Cannone Spettrale è un cannone dall'aspetto spettrale ottenuto dallo affondamento della nave fantasma. Il bonus che fornisce e di +500 Attacco. |
| Cappello Magico       | Trova 100 piume dello splendido pappagallo gialloblu (Ara ararauna) e otterrai un cappello magico. Numero limite 4000/4000, evento del 2013.                                                               | Il Cappello Magico è un cappello da pirata a tre punte con una contornatura di piumino giallo e una lunga piuma blu nella parte sinistra del cappello. Il bonus che fornisce e di +750 Difesa. |
| Catapulta Pesante     | (Informazione non reperita) | La Catapulta Pesante è un tipo di catapulta a tensione composto,in minima parte,di parti di metallo. Il bonus che fornisce e di +1000 Attacco. |
| Collana Fortunata     | Trova le 100 perle rubate dalla scimmia Jack e otterrai una collana di perle, numero limite 2000/2000, evento del 2012.                                                                                    | La Collana Fortunata è una colonna di perle bianche di diverse dimensioni. Il bonus che fornisce è di +600 Difesa. |
| Doppia Bocca di Fuoco | (Informazione non reperita) | La Doppia Bocca di Fuoco è una pistola a ruota a doppia canna in verticale in ottone, l’impugnatura e avorio inciso. Il bonus che fornisce è di +? Attacco. |
| Doppio Distruttore    | (Informazione non reperita) | Il Doppio Distruttore è un cannone di grossa taglia decorato con riccioli vettoriali in oro, e provvisto di tre ganci che facilitano lo spostamento del cannone. Il bonus che fornisce è di +850 Attacco. |
| Fiocco di Neve        | (Informazione non reperita) | Il Fiocco di Neve è un fiocco di neve in argento con una pietra preziosa al centro di colore rosso. La forma del fiocco di neve è il numero 896 secondo lo studio della geometria dei fiocco di neve di Wilson Bentley. Il bonus che fornisce è di +1100 Difesa.                                                                  |
| Il Rum più Forte      | Recupera 10 barili di rum dalle navi britanniche. Numero limite 3000/3000, evento del 2012. | Il Rum più Forte è una bottiglia verde di rum chiusa con un tappo di cera rossa, nella bottiglia c'è impresso a rilievo. Il bonus che fornisce è di +600 Attacco. |
| Octo-Pistola          | (Informazione non reperita) | La Octo-Pistola è una pistola a ruota di colore grigio molto particolare che è contornata da un tentacolo di un octopus, l’impugnatura fine del grilletto ricorda la testa di un octopus. Il bonus che fornisce è di +? Attacco.                                                                                                  |
| Pacchetto di Argento  | Trova 100 stelle d’argento e otterrai una Pacch. di Argento. Evento dedicato al gioco per android The Lone Ranger di Disney (ispirato al film The Lone Ranger) numero limite 3000/3000, evento del 2013.   | Il Pacchetto di Argento è composto di monete d’argento americane con impresso un’aquila, e con una stella d’argento da sceriffo. Il bonus che fornisce è di +2100 Difesa. |
| Sciabola Maledetta    | Riaffonda 10 volte la nave maledetta nei prossimi 15 giorni e libera i mari da questa nave fantasma maledetta. Numero limite 2000/2000, evento del 2012.                                                   | La Sciabola Maledetta è una vecchia sciabola ricurva con un aspetto spettrale. Il bonus che fornisce è di +500 Attacco. |
| Scettro d'Argento     | Libera le 22 isole dagli avamposti inglesi distruggendo le loro fortezze armate di cannoni per ridare la libertà alle 22 isole e otterrai uno scettro d'argento. Numero limite 3000/3000, evento del 2013. | Lo Scettro d'Argento è un lungo scettro in argento con alcune parti in oro composto con una cupoletta poggiata su una base a fiore che poggia a sua volta sull'asta contornata da dei riccioli vettoriali tutti in argento, la parte inferiore è formato da un fondo ovalizzato in oro. Il bonus che fornisce è di +1000 Attacco. |

## Isole
Ogni isola ha un numero variabile di missioni che per essere affrontate richiedono resistenza e/od oggetti. Completando le missioni è possibile ottenere oro ed ESP per salire di livello. Salendo di livello è possibile sbloccare nuovi oggetti e isole.
| Nome Isola                      | Livello e Missioni                                                    | Descrizione |
| ------------------------------- | --------------------------------------------------------------------- | --- |
| Isola sprofondata               | - Livello sblocco isola: Liv. 1 - Missioni isola: Giorno:2 - Notte:2  | L'Isola sprofondata è la prima nonché più piccola isola del gioco ed è composta da più spiaggia che terra. L’isola è governata dai mercanti che la usano come deposito di numerosi merci anche illegali. L’isola è anche infestata da fantasmi di pirati morti che sorvegliano una nave piena delle ricchezze che gli spettri hanno accumulato in vita. In passato molti pirati hanno tentato di mettere le mani sul tesoro della nave, ma nessuno ci è mai riuscito. |
| Spiaggia delle Sabbie Argentate | - Livello sblocco isola: Liv. 3 - Missioni isola: Giorno:6 - Notte:2  | Spiaggia delle Sabbie Argentate,chiamata così per le sue spiagge, è la seconda isola del gioco ed è circondata da sette minuscole isolette. L’isola viene usata dai giovani pirati per fare pratica ed esperienza di pirateria. I pirati usano l’isola come luogo per nascondere la refurtiva dei loro abbordaggi, come luogo di incontro e come base per fare imboscate a navi mercantili e britanniche. |
| Tortuga                         | - Livello sblocco isola: Liv. 5 - Missioni isola: Giorno:6 - Notte:2  | Tortuga è la terza isola del gioco ed è ispirata a Tortuga: un'isola del Mare dei Caraibi situata a nord dell'Isola di Espanola. L’isola è strutturata a mezza luna ed è ricca di montagne e pianure, mentre la città è dotata di un porto molto spazioso per accogliere le navi pirata. L’isola possiede tre strutture acquistabili. |
| Isola del Teschio               | - Livello sblocco isola: Liv. 8 - Missioni isola: Giorno:6 - Notte:3  | Isola del Teschio,chiamata così per la sua forma che ricorda un teschio umano, è la quarta isola del gioco ed è formata da cinque isolette: tre piccole e due più grandi che sono abitate. Possiede quattro strutture acquistabili. |
| Port Royal                      | - Livello sblocco isola: Liv. 11 - Missioni isola: Giorno:6 - Notte:3 | Port Royal è la quinta isola del gioco ed è ispirata a Port Royal che è stato il principale centro di commercio marittimo della Giamaica nel XVII secolo. Il porto di Port Royal è dotato di un imponente spazio portuale che accoglie numerose navi mercantili e britanniche. L’isola è bersagliata dai pirati per le numerose ricchezze che i mercanti accumulano e portano con sé a Port Royal. Possiede tre strutture acquistabili. |
| Laguna dello Squalo             | - Livello sblocco isola: Liv. 14 - Missioni isola: Giorno:6 - Notte:3 | Laguna dello Squalo,chiamata così per le sue acque infestate da squali, è la sesta isola del gioco. L’isola è usata come base da Barbanera e per questo è infestata dagli zombi di Barbanera. L’isola possiede quattro strutture acquistabili. |
| Isola di Sant'Elmo              | - Livello sblocco isola: Liv. 17 - Missioni isola: Giorno:6 - Notte:3 | Isola di Sant'Elmo chiamato così dagli adoratori della setta di Sant'Elmo che adorano creature elementali è la settima isola del gioco. L’isola è composta da un corpo principale e da tre piccole isolette montuose. L'isola possiede anche un santuario dedicato a Sant'Elmo ed eretto dagli adoratori. I pirati cercano di rubare le reliquie sacre dell'isola ma gli adoratori usano i poteri di Sant' Elmo per scacciare i ladri con “Il Fuoco di Sant'Elmo”. L’isola possiede tre strutture acquistabili. |
| Nuevo Montemayor                | - Livello sblocco isola: Liv. 20 - Missioni isola: Giorno:6 - Notte:3 | Nuevo Montemayor è l'ottava isola del gioco, in realtà un arcipelago, composto da un'isola principale in parte montuosa e in parte pianeggiante e da dieci isole di diversa grandezza tra cui una abitata. L’arcipelago è infestato da fantasmi per i numerosi naufragi di navi causati da un mostro marino, tra cui navi pirata piene di tesori di cui la marina britannica vuole recuperare il contenuto. Anche altri pirati sono interessati al recupero di quei tesori. Nuevo Montemayor possiede anche tre strutture acquistabili. |
| La Grande Île                   | - Livello sblocco isola: Liv. 23 - Missioni isola: Giorno:6 - Notte:3 | La Grande Île è la nona isola del gioco ed è sotto il dominio francese. L’isola è formata da diverse montagne tra cui la montagna principale di origine vulcanica chiamata Île. La marina francese usa il posto come luogo di approvvigionamento per le navi francesi, per produrre risorse agricole e per estrarre minerali. L’isola, per il gran numero di risorse prodotte ed estratte, è bersagliata dai pirati : le numerose battaglie e le invasioni pirata hanno causato l’infestazione dei topi in tutta l’isola. Possiede quattro strutture acquistabili.                                                                                                 |
| Île de Calmar                   | - Livello sblocco isola: Liv. 25 - Missioni isola: Giorno:6 - Notte:3 | Île de Calmar, chiamata così perché ricorda un calamaro, è la decima isola del gioco ed è formata da un corpo principale e da una lunga scia di piccole isolette disposte a formare un tentacolo.L’isola è sotto il dominio della setta del Calmar che adora un mostro marino. L’isola, infatti, è dominata da un mostro marino (Calamaro Gigante) che fa affondare le navi britanniche e francesi che cercano di conquistare l’isola, rendendola così inespugnabile alle marine britanniche e francesi, ma non ai pirati che usano l’isola come rifugio. L’isola è anche ricca di tesori accumulati dalla setta del Calmar e possiede tre strutture acquistabili. |
| Isola dei Cannibali             | - Livello sblocco isola: Liv. 29 - Missioni isola: Giorno:6 - Notte:3 | Isola dei Cannibali, chiamata così per le numerose tribù di cannibali che infestano il luogo, è l'undicesima isola del gioco. L’isola è una delle tante che i pirati usano per fare provviste anche se rischiano di diventare la cena dei cannibali. In particolare la parte sud dell’isola rappresenta la zona più sicura e quella dove i pirati si accampano.Possiede tre strutture acquistabili. |
| Isola di Saint George           | - Livello sblocco isola: Liv. 32 - Missioni isola: Giorno:6 - Notte:3 | Isola di Saint George è la dodicesima isola del gioco ed è una delle tante fermate di numerosi pirati che la usano come luogo di approvvigionamento e di svago tanto da essere frequentato anche dalle navi britanniche e da Barbossa. L’isola è più volte luogo di scontro tra pirati e marina britannica e possiede quattro strutture acquistabili. |
| Basse Terre                     | - Livello sblocco isola: Liv. 35 - Missioni isola: Giorno:6 - Notte:3 | Basse Terre è la tredicesima isola del gioco. Di dominio francese, l’isola è molto grande ed è ricca di pianure e di piccole montagne non molto alte. Molti pirati prendono di mira questo luogo per via delle numerose ricchezze e risorse che possiede, ma la presenza marina francese la rende comunque un posto ben protetto. L’isola possiede tre strutture acquistabili. |
| Baia di Whitecap                | - Livello sblocco isola: Liv. 38 - Missioni isola: Giorno:6 - Notte:3 | Baia di Whitecap è la quattordicesima isola del gioco. Dominata dalle sirene, l'isola è un luogo di caccia dei cacciatori di sirene che cercano di raccogliere le preziose lacrime di sirena che, secondo le leggende, donano l’immortalità. Il luogo possiede anche un faro e una taverna dove i cacciatori di sirene e i pirati si rifocillano. L’isola possiede due strutture acquistabili. |
| Isla de Pecados                 | - Livello sblocco isola: Liv. 41 - Missioni isola: Giorno:6 - Notte:3 | Isla de Pecados, chiamata così per le innumerevoli creature sovrannaturali che rappresentano i 7 peccati, è la quindicesima isola del gioco. Una delle isole più strane e misteriose, i pirati che approdano qui devono affrontare i 7 peccati capitali. A causa delle creature sovrannaturali che vi abitano, infatti, tutti gli abitanti dell'isola sono peccatori. In compenso però le marine britanniche e francesi si tengono alla larga da questo luogo. Isla de Pecados è vicina anche ad Isla de Virtudes: un luogo abitato da creature sovrannaturali che rappresentano le virtù. L’isola possiede due strutture acquistabili.                            |
| Isla de Virtudes                | - Livello sblocco isola: Liv. 44 - Missioni isola: Giorno:6 - Notte:3 | Isla de Virtudes,chiamata così per le innumerevoli creature sovrannaturali che rappresentano le 7 virtù, è la sedicesima isola del gioco. Una delle isole più strane e misteriose, i pirati che approdano qui devono affrontare le 7 virtù. A causa delle creature sovrannaturali che vi abitano tutti gli abitanti dell'isola sono santi e persone di buon cuore;le marine britanniche e francesi si tengono alla larga da quest' isola, ma a volte approdano per rifornimenti. L’isola possiede tre strutture acquistabili. |
| Isola di Sangue                 | - Livello sblocco isola: Liv. 47 - Missioni isola: Giorno:6 - Notte:3 | Isola di Sangue,chiamata così per il colore rosso sangue del terreno, è la diciassettesima isola del gioco. L’isola è composta da diverse isole di sole montagne povere di vegetazione e di un colore rosso. L’isola è il covo dei pirati del sangue e gli abitanti delle isole sono sottomessi ai pirati: chiunque cerchi di ribellarsi viene ucciso. Molti pirati cercano di impadronirsi dei preziosi tesori dell’isola anche a costo di finire uccisi dai pirati del sangue. L’isola possiede due strutture acquistabili. |
| Shipwreck Cove                  | - Livello sblocco isola: Liv. 50 - Missioni isola: Giorno:6 - Notte:3 | Shipwreck Cove è la diciottesima isola del gioco. L’isola possiede due strutture acquistabili. |
| Laguna del Diablo               | - Livello sblocco isola: Liv. 53 - Missioni isola: Giorno:6 - Notte:3 | Laguna del Diablo è la diciannovesima isola del gioco. L’isola possiede tre strutture acquistabili. |
| Isla de Riquezas                | - Livello sblocco isola: Liv. 56 - Missioni isola: Giorno:6 - Notte:3 | Isla de Riquezas è la ventesima isola del gioco. L’isola possiede due strutture acquistabili. |
| Il vortice                      | - Livello sblocco isola: Liv. 60 - Missioni isola: Giorno:1 - Notte:3 | Il vortice è la ventunesima isola del gioco. |
| Shadow Rock                     | - Livello sblocco isola: Liv. 65 - Missioni isola: Giorno:1 - Notte:1 | Shadow Rock è la ventiduesima isola del gioco. |

## Ranghi e navi
Nel videogioco sono presenti dei titoli di rango e di nave che indicano il raggiungimento di un traguardo del videogioco: tali titoli portano cambiamenti di piccola entità come la fama di rango e il cambiamento di nave con una più grande.

### Il rango
I rango sono dei titoli che si ottengono solo dopo il raggiungimento di un determinato livello. I ranghi disponibili nel videogioco sono 21 escluso il rango Nessuno che non risulta nelle Statistiche del giocatore anche se è presente nel videogioco come rango.
| Nome rango                     | Livello richiesto | Nome rango                                              | Livello richiesto |
| ------------------------------ | ----------------- | ------------------------------------------------------- | ----------------- |
| Nessuno (Nobody)               | Liv. 1            | Commissario (Purser)                                    | Liv. 33           |
| Artificiere (Powder Monkey)    | Liv. 3            | Cannoniere (Gunner)                                     | Liv. 36           |
| Giovane Mozzo (Cabin Boy)      | Liv. 6            | Timoniere (Helmsman)                                    | Liv. 39           |
| Capobarca (Coxswain)           | Liv. 9            | Maestro di Vela (Sailing Master)                        | Liv. 42           |
| Mozzo (Swabbie)                | Liv. 12           | Nostromo (Bo'sun)                                       | Liv. 45           |
| Cuoco (Cook)                   | Liv. 15           | Ufficiale (Quartermaster)                               | Liv. 48           |
| Marinaio (Deckhand)            | Liv. 18           | Primo Uomo (First Mate)                                 | Liv. 51           |
| Attrezzatore (Rigger)          | Liv. 21           | Capitano (Captain)                                      | Liv. 54           |
| Carpentiere (Ship's Carpenter) | Liv. 24           | Commodoro (Commodore)                                   | Liv. 57           |
| Marinaio (Sailor)              | Liv. 27           | Padrone dei Mari (Master of the Seas)                   | Liv. 60           |
| Lupo di Mare (Seadog)          | Liv. 30           | Dominatore dei Mari Notturni (Master of the Night Seas) | Liv. 90           |

### La nave
Le navi del videogioco sono solo dei potenziamenti di tipo visivo che rendono la nave sempre più maestosa. Le navi disponibili nel gioco sono 12.
| Nome nave                   | Livello richiesto | Nome nave                   | Livello richiesto | Nome nave                   | Livello richiesto | Nome nave                   | Livello richiesto |
| --------------------------- | ----------------- | --------------------------- | ----------------- | --------------------------- | ----------------- | --------------------------- | ----------------- |
| Barca                       | Liv. 1            | (Informazione non reperita) | Liv. ?            | (Informazione non reperita) | Liv. ?            | (Informazione non reperita) | Liv. ?            |
| (Informazione non reperita) | Liv. ?            | (Informazione non reperita) | Liv. ?            | (Informazione non reperita) | Liv. ?            | (Informazione non reperita) | Liv. ?            |
| (Informazione non reperita) | Liv. ?            | (Informazione non reperita) | Liv. ?            | (Informazione non reperita) | Liv. ?            | (Informazione non reperita) | Liv. ?            |

## Personaggi
I personaggi presenti nel videogioco sono molti e provengono dai diversi film di Pirati dei Caraibi. L'unico che si può vedere nel gioco sarà Jack Sparrow, mentre gli altri verranno solo descritti nelle missioni da risolvere.

### Personaggi visibili
- Jack Sparrow

### Personaggi non visibili
- Joshamee Gibbs
- Hector Barbossa
- Jack (la scimmietta di Barbossa)
- Edward Teach "Barbanera"
- Davy Jones
- Cutler Beckett
- Philip
- Giselle
- Scarlett

## Versioni
Cronologia delle versioni:

Ver. 1.0.1 (18 ottobre 2011);

Ver. 1.0.2 (20 ottobre 2011);

Ver. 1.0.3 (16 novembre 2011);

Ver. 1.1.0 (8 dicembre 2011);

Ver. 1.1.1 (13 dicembre 2011);

Ver. 1.1.2 (1º febbraio 2012);

Ver. 1.2.0 (20 marzo 2012);

Ver. 1.3.0 (11 maggio 2012);

Ver. 1.4.0 (1º giugno 2012);

Ver. 1.4.1 (19 giugno 2012);

Ver. 1.5.0 (9 agosto 2012);

Ver. 1.5.1 (7 settembre 2012);

Ver. 1.7.0 (7 dicembre 2012);

Ver. 1.8.0 (26 marzo 2013);

Ver. 1.9.0 (11 settembre 2013);

Ver. HD.

## Altri media
Esiste un gioco da tavolo ispirato al videogioco intitolato: Pirates of the Caribbean: Master of the Seas Strategy Game prodotto e pubblicato dalla JAKKS Pacific Inc. nel 2011.